# Roman Konik
Roman Konik (ur. 1968) – polski filozof, historyk idei, estetyk, pisarz i publicysta, 
Profesor Uniwersytetu Wrocławskiego, kieruje Zakładem Estetyki w Instytucie Filozofii. Współzałożyciel i redaktor kwartalnika filozoficznego Studia Philosophica Wratislaviensia, prezes stowarzyszenia Polskie Forum Filozoficzne.

## Wybrane publikacje
- W obronie Świętej Inkwizycji, Warszawa 2002, „Te Deum”, Wrocław 2004, „Wektory”.
- Bitwa o umysł, wyd. Wektory, 2003 (współautor).
- Eco-logia kultury masowej, Oficyna Wydawnicza Arboretum, Wrocław 2003, ISBN 83-86308-83-4.
- Pod Włos, wyd. Ostoja, Krzeszowice 2005.
- Czarna legenda generała, wyd. Ostoja, Krzeszowice 2005.
- Matematyka, filozofia, sztuka, Oficyna Wydawnicza „Atut”, Wrocław 2009 (red.).
- Chinlandia, wyd. Wektory, Wrocław 2010 (z Damianem Leszczyńskim).
- Ischariot (powieść), wyd. Wektory, Wrocław 2010.
- Percepcja. Między estetyką a epistemologią, Wrocław 2010, Oficyna Wydawnicza „Atut” (z Damianem Leszczyńskim).
- Znamię na potylicy. Opowieść o rotmistrzu Pileckim, Warszawa 2013, Poznań 2013, Zysk i S-ka.
- Między przedmiotem i przedstawieniem, Wrocław 2013, Oficyna Wydawnicza „Atut”.
- Myślenie kamieniem. Stanisław Horno-Popławski,Wrocław 2015, Oficyna Wydawnicza „Atut”
- Łowca światła. Rzecz o Leonie Wyczółkowskim (II tomy), Bydgoszcz 2019, Wydawnictwo Take Care[potrzebny przypis]
- Wstęga Möbiusa, Poznań 2020, Wydawnictwo Replika,